# Fernando Giménez Barriocanal
Fernando Giménez Barriocanal (Madrid, 16 de desembre de 1967) és un empresari espanyol. Des de 2005 és vicesecretari per a Assumptes Econòmics de la Conferència Episcopal Espanyola i a partir de 2010 és president i conseller delegat de la COPE. Va estudiar ciències econòmiques i empresarials el 1990 i després es va doctorar a la Universitat Autònoma de Madrid el 1995. Està casat i té cinc fills.

## Trajectòria professional
Des de juny de 2010 ocupa la posició de president i conseller Delegat de la COPE, on va exercir de conseller adjunt al president des de 1999 a 2006. Des de maig de 2011 a 2013, després de l'adquisició d'un 51% de l'accionariat per part de la cadena, va exercir també de conseller de la cadena 13 TV. Des de maig de 2014 és president de la Fundació COPE. Des de desembre de 2016 fins al maig de 2017 fou president del consell d'administració de 13TV.
Professor titular d'economia financera i comptabilitat a la Universitat Autònoma de Madrid (1998-), el 2006 va ser escollit degà de la Facultat d'Econòmiques i Empresarials de la Universitat Autònoma de Madrid (2006-10). Des de 2008 és patró de la Universitat Pontifícia de Salamanca.
Després d'exercir com a secretari tècnic de la gerència de la Conferència Episcopal Espanyola (1992-2005), va ser nomenat sotssecretari general per a Assumptes Econòmics. Des de 1992 ha format part de les reunions del grup de treball Església-Estat per al desenvolupament dels acords Santa Seu-Estat espanyol en matèria econòmica i fiscal. També ha estat interlocutor de l'Església en l'acord de desenvolupament sobre assumptes econòmics en matèria d'assignació tributària.
És membre del Consell d'Assumptes Econòmics de l'Arquebisbat de Madrid. Des de maig de 2009 fins a octubre de 2011 ha exercit també com a director financer de la Jornada Mundial de la Joventut, celebrada a Madrid a l'agost de 2011, amb un pressupost proper als 50 milions d'euros. Des de 2012 fins a desembre de 2016 ha estat conseller d'UMAS Mutua de Seguros i vicepresident de la mateixa.

## Llibres
- La Fiscalidad de la Iglesia Católica en España (2015). Madrid. EDICE
- La Financiación de la Iglesia Católica en España (2007). Madrid. EDICE
- La actividad económica en el Derecho Romano (2005). Madrid. Ed Dykinson
- Normativa de Contabilidad y Auditoría (1998). Madrid. Ed. CISS
- Manual de Operaciones y procesos económicos (1996). Madrid. Ed. Biblioteca Nueva

## Distincions
- Cavaller Comanador de l'Orde de Sant Gregori el Gran (nomenat per Joan Pau II el 14 de febrer de 2004)[7]
- Premi Madrid Turisme (Comitè Organitzador Local de la Jornada Mundial de la Joventut)[8]
- Gran Creu de l'Orde de Sant Gregori el Gran (nomenat per Benet XVI el 4 d'octubre de 2012).
- Gran Creu de la Creu Fidélitas de l'Arquebisbat Castrense d'Espanya (2016)